# William Lockhart (Missionar)

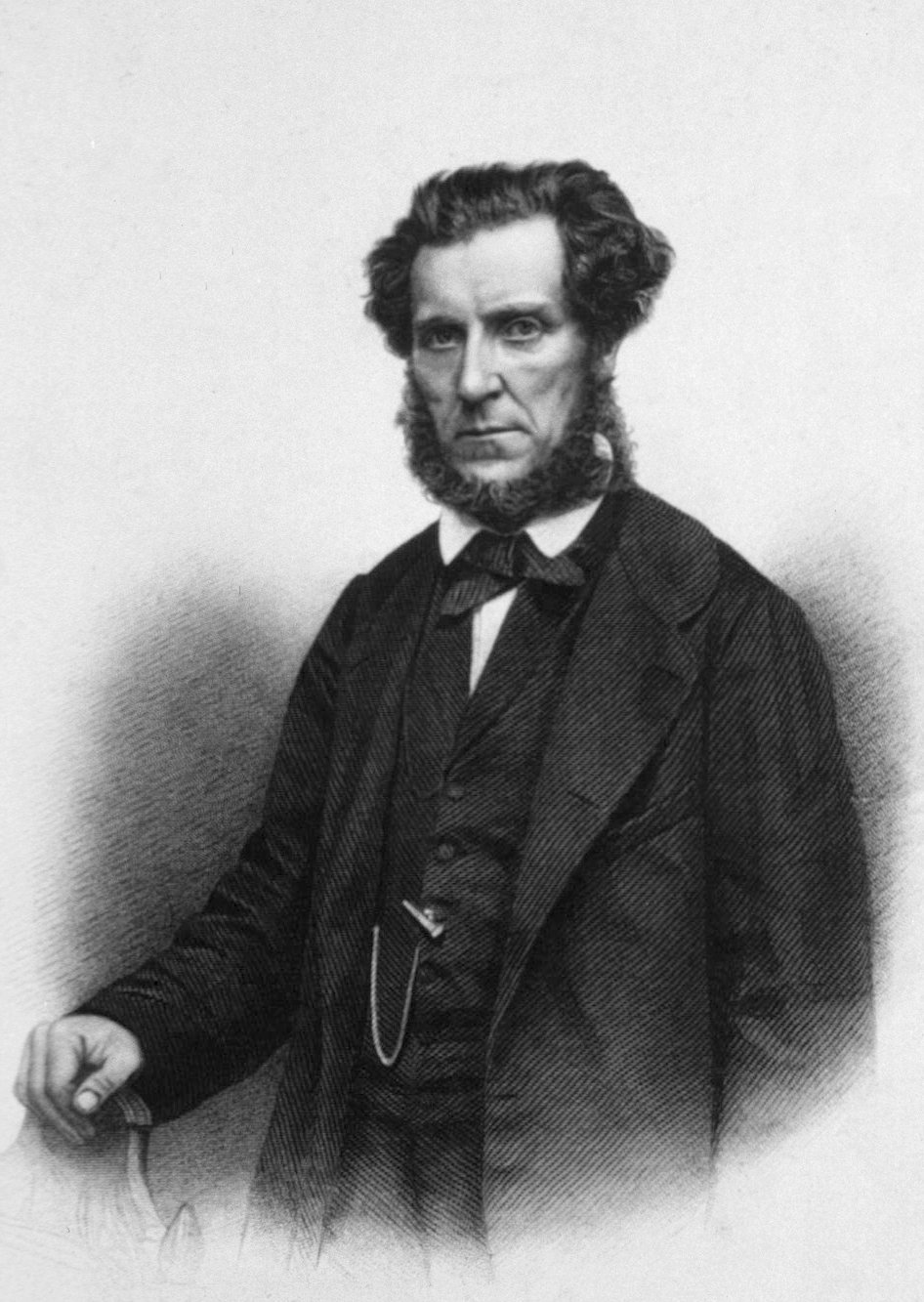
William Lockhart

William Lockhart (* 3. Oktober 1811 in Liverpool; † 29. April 1896 in Blackheath) war ein englischer Arzt und Missionar.

## Leben
Seine Ausbildung zum Arzt absolvierte Lockhart am „Meath Hospital“ in Dublin und dem „Guy's Hospital“ in London. 1834 wurde er Mitglied des „Royal College of Surgeons“.
Er bewarb sich bei der „London Missionary Society“ (LMS) und reiste im Jahr 1838 nach Guangdong (China) als Arzt und Missionar aus. Auf seine Initiative hin wurden in Macau und 1842 ein Krankenhaus in Shanghai gegründet.
Während eines Heimatbesuches im Jahr 1857 wurde er Mitgesellschafter des „Royal College of Surgeons“. 1864 wurde er ins Direktorium der LMS berufen. 1878 wurde er der erste Vorstandsvorsitzende der „Medical Missionary Association“. Während seines Aufenthaltes in China äußerte sich Lockhart kritisch zu verschiedenen gesellschaftlichen Themen, darunter auch die alte chinesische Tradition des Füßebindens bei Frauen.
Im Jahr 1861 veröffentlichte er sein Buch The Medical Missionary in China, in dem er unter anderem die strikte Trennung der Tätigkeit als Missionar von der des Arztes forderte.

## Werke
- William Lockhart: The medical missionary in China: a narrative of twenty years. London, Hurst and Blackett, 1861, ISBN 978-1-143-57861-8